# Musée des poupées et des jouets de Josselin
Le musée des poupées et des jouets de Josselin est un musée privé situé dans le château de Josselin, en Bretagne, dans le département du Morbihan. Il présente des collections de jeux et jouets, et notamment des poupées issues de la collection personnelle de la famille de Rohan.

## Histoire
Le fonds de ce musée s'est constitué grâce à des dons et des souvenirs de voyage rapportés par la duchesse Herminie de Rohan à la fin du XIXe siècle. D'après le site officiel du musée, ces objets sont découverts par Antoinette de Rohan, dans le grenier du château de Josselin, au début des années 1980. L'inventaire des objets découverts prend plusieurs années.
Le musée est fondé par la duchesse de Rohan en 1984, avec une base de collection d'une centaine de poupées. 

## Collections
Ce musée présente des objets anciens apparentés aux jouets, tels que des jeux, des poupées, et des automates à musique. Les plus anciennes poupées exposées datent du XVIIe siècle. Les poupées exposées sont à la fois d'origine française et issues d'autres pays, notamment d'origine russe.
Au fil des années, des dons permettent d'enrichir la collection initiale. Depuis 1988, ce musée propose une exposition thématique chaque année.
D'après le site officiel, ce musée représente la plus importante collection privée de poupées et de jouets en France. En 1997, Christian Bretet et Alain Decouche citent ce musée dans leur Guide des musées insolites européens.